# Chris Brand
Chris Brand (Utrecht, 16 september 1921 – Breda, 23 december 1998) was een Nederlands typograaf, grafisch ontwerper en kalligraaf. Daarnaast heeft hij meegewerkt aan verschillende publicaties over schrift en schrijfonderwijs. Hij was getrouwd met Denise Brand-Balis. In 1975 ontving hij de Nassau-Bredaprijs.

## Jeugd en opleiding
Chris Brand werd geboren in Utrecht. Hij was het derde kind in het gezin dat uiteindelijk 11 broers en zussen zou tellen. Zijn ouders hadden een bloemenzaak. Na het voltooien van de lagere school was er geen ruimte voor een vervolgopleiding. Brand ging aan het werk, onder andere in een bierbrouwerij, een vishandel en in de bloemenhandel van zijn ouders. In de avonduren tekende hij letters. Voor het uitbreken van de Tweede Wereldoorlog begon hij aan de M.O.-akte schoonschrijven, een schriftelijke cursus, die hij in 1940 afrondde. In 1948 vestigde hij zich in Brussel waar hij een klantenkring opbouwde voor kalligrafie, vignetten en boekomslagen. Hij werkte in deze periode onder meer voor Lannoo, Museum Plantin-Moretus en de Koninklijke Bibliotheek Brussel (Bibliotheek Albert I). In België ontmoette hij ook zijn toekomstige vrouw, Denise Balis. Na zijn aanstelling als docent aan de Academie voor Beeldende Kunsten Sint Joost in Breda, verhuisde hij naar Breda, waar hij tot zijn dood in 1998 bleef wonen.

## Chris Brand als docent
In 1950 werd Chris Brand gevraagd om les te geven aan de Academie voor Beeldende Kunsten Sint-Joost in Breda. Hier doceerde hij tussen 1950 en 1986 onder andere kalligrafie en typografie. Samen met de docenten Jan Begeer en Wim Smits vormde hij lange tijd kern van de afdeling Grafische Vormgeving.
Brand was daarnaast tussen 1955 en 1986 docent in de afdeling illustratie en vormgeving van de Koninklijke Academie voor Kunst en Vormgeving te Den Bosch.

## Lettertypes
Chris Brand heeft gedurende zijn carrière verschillende lettertypes ontworpen.

### Albertina
Het bekendste lettertype van Chris Brand is de Albertina. In 1959 begon hij met het ontwerp voor deze drukletter, op uitnodiging van The Monotype Corporation Limited. De Albertina werd uiteindelijk in 1965 uitgebracht en voor het eerst gebruikt in de catalogus 'Stanley Morison en de typografische traditie (1966). De Albertina omvat een Grieks alfabet met kleine letters, en kapitalen. Daarnaast bestaat er in de Albertina ook een cyrillisch alfabet, eveneens in kleine letters en kapitalen. De Albertina is vernoemd naar de Koninklijke Bibliotheek Albert I in Brussel.
De Albertina is door The Dutch Type Library gedigitaliseerd.

### Delta
De Delta ontwierp Brand op eigen initiatief tussen 1965 en 1969 voor de vaste-regel-zetmachine. Het is een schreefloos alfabet. De Delta was enkel voor eigen gebruik.

### Draguet
In opdracht van Monotype tekende Brand voor de Leuvense drukkerij Orientaliste een Koptisch lettertype Draguet (1968). Het lettertype is vernoemd naar de theoloog en oriëntalist René Draguet (1896-1980). Draguet was werkzaam aan de Universiteit van Leuven en kenner van het Koptisch alfabet.

### Zippora
De Zippora ontwierp Brand op eigen initiatief in 1970. De Zippora is een Hebreeuws alfabet dat voor het eerst werd gebruikt in 1984 op het omslag van de catalogus Makom 1 over de Israëlische kunstenaar Dani Karavan. Inspiratie voor de Zippora kwam volgens Brand door de Hebreeuwse belettering van het Israëlische paviljoen (ontworpen door George Him) op de wereldtentoonstelling in Brussel.

### Andere lettertypes
Daarnaast ontwierp Brand de lettertypes Denise (vernoemd naar zijn vrouw), de Elsschot (1988 en vernoemd naar de schrijver Willem Elsschot) en de Veerle Unicialis (vernoemd naar zijn oudste kleindochter).

## Uitgevoerde opdrachten
- Gevelopschrift voor de Nederlandse Middenstands Bank in Den Haag
- Gevelopschrift voor de Koninklijke Bibliotheek van België
- Gevelopschrift voor de Middelbare Technische School te Nijmegen
- Gedenksteen en halopschrift stedelijk Gymnasium Breda
- Oorkonden en charters voor o.a. de Belgisch-Amerikaanse Stichting, Koninklijke Bibliotheek Brussel en de gemeente Rucphen
- Vignetten, exlibri en merken in opdracht van o.a. de Universitaire Stichting, Koninklijke Bibliotheek Brussel, Alfred Fairbank (Sussex), uitgeverij Lannoo, Museum Plantijn Moretus in Antwerpen.

Brand was tevens de ontwerper van het Volkskrant-logo dat sinds 25 september 1965 bovenaan de voorpagina van de krant staat.

## Publicaties
Samen met Ben Engelhart, pseudoniem van de onderwijzer en wiskundige J. de Rijk, schreef en ontwierp Chris Brand verschillende publicaties:
- Ritmisch schrijven
- Naar beter handschrift (1954)
- Het Normschrift (circa 1959), een schrijfmethode voor de basisschool.

## Tentoonstellingen
Chris Brand heeft o.a. geëxposeerd:
- Op de Seventh Biennale of Graphic Design te Brno (1976).
- In het Klingspor Museum in Offenbach am Main
- Academie voor Beeldende Kunsten Sint-Joost (1996)
- Koninklijke Bibliotheek van België (1996)

## Archief
Het archief van Chris Brand bevindt zich sinds 2021 in het Stadsarchief Breda. Het is nog niet gecategoriseerd. Het Stadsarchief Breda beheert ook het archief van Sint-Joost.
- Biografisch Portaal: 03826948
- Gemeinsame Normdatei: 142798657
- International Standard Name Identifier: 0000 0001 0655 6411
- Library of Congress Control Number: no2017092291
- Nederlandse Thesaurus van Auteursnamen: 06757551X
- RKD-Nederlands Instituut voor Kunstgeschiedenis: 12008
- Union List of Artist Names: 500116720
- Virtual International Authority File: 96546437